# Tachina amasia
Tachina amasia là một loài ruồi trong họ Tachinidae.